# DALnet
Na informática, a DALnet é uma rede de babe-papo online do tipo IRC criada em 1994, como uma alternativa para a maior rede daquele momento que estava sobrecarregada, a EFnet.  Com uma média de 25.892 usuários simultâneos em 2007, é agora a sexta maior rede de IRC.
Com a aparição de clientes de IRC para os computadores com sistema Windows, como o mIRC em 1995 este meio tornou-se popular rapidamente. Em 2002 alcançou o seu máximo histórico de usuários conectados, 165.630. A princípios de 2003, a rede sofreu uma forte queda no número de usuários, desde a qual se manteve em cifras estáveis de mais ou menos 40 mil usuários simultâneos.
A DALnet foi a pioneira no registo seguro de apelidos e canais contra roubo, onde os utilizadores tinham um controle online, sem roubo de canal ou roubo de apelido/identificação, ou assédio.

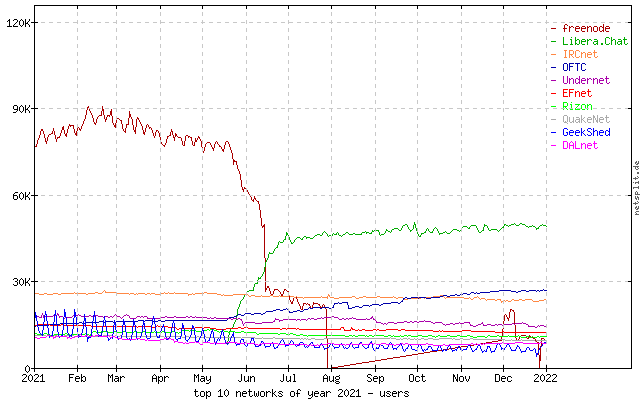
Top10 redes IRC em 2021

## Referencias
1. 1 2  «IRCHelp.org — Popular IRC networks». www.irchelp.org. Consultado em 9 de abril de 2024
2. ↑  13/08/2007
3. ↑  13/08/2007
4. ↑  DALnet, Dalila. «Historia de DALnet, versión 1.1.5»